# Brüchichtgraben
Der Brüchichtgraben, auch Brüchigtgraben und Brüchtigtgraben, ist ein 2,7 Kilometer langer linker Zufluss der Elbe im Südosten der sächsischen Landeshauptstadt Dresden. Er ist östlichster linker sowie zugleich erster Zufluss der Elbe im Stadtgebiet. Der Bachlauf mit der Hauptfließrichtung Südost ist als wichtiger Hochwasserabfluss bis auf ein paar Querungsbauwerke unverbaut, jedoch begradigt.

## Verlauf
Die heutige Quelle des Brüchichtgrabens befindet sich nordöstlich am Kiessee Sporbitz, dessen Ufer der Bachlauf begleitet. Auf alten Karten ist der Beginn des Brüchichtgrabens etwa 700 Meter weiter nordwestlich eingetragen. Zur damaligen Zeit zweigte er vom Lockwitzbach ab. Beide Gewässer befinden sich abschnittsweise in einer zwischen Mügeln (Stadt Heidenau) und Zschieren von der Elbe abzweigenden und mit Aulehm gefüllten Altarmsenke.
Der Graben begleitet die Gemarkungsgrenze zwischen dem nördlich gelegenen Meußlitz und dem südlichen Sporbitz, anschließend markiert er auf rund 1,6 Kilometern die Stadtgrenze zwischen Dresden (nördlich) und Heidenau (südlich). Zum Vergleich: Die gesamte Länge der Stadtgrenze der sächsischen Landeshauptstadt beträgt 139,65 km. Im Dresdner Stadtteil Zschieren mündet der Brüchichtgraben schließlich in einen weiteren alten Elbarm. Mitunter wird die Strecke von dort bis zur Elbe ebenfalls dem Brüchichtgraben zugeordnet, er misst dann 3,59 Kilometer. Dieser Elbarm umschloss bis zur Regulierung des Flussbetts im 19. Jahrhundert den Söbrigener Heeger, eine frühere Elbinsel. Als Ausgleichsmaßnahme für den Bau der Waldschlößchenbrücke und ihrer Zubringer ist der zugeschüttete Elbarm 2013/2014 naturnah wiederhergestellt worden.

## Wasserführung
Der Brüchichtgraben hat ein sehr geringes Gefälle, was eine stellenweise Verlandung begünstigt. Er sammelt auf seinem 1,5 Quadratkilometer großen Einzugsgebiet, davon 1,1 km² in Dresden und 0,4 km² in Heidenau, das oberflächennahe Grundwasser und führt daher nur periodisch Wasser. Das Mittlere natürliche Niedrigwasser (MNQnat) sowie das 1-jährliche Hochwasser (HQ1) liegen gleichsam bei 0,004 m³/s (4 Liter/Sekunde). Das 100-jährliche Hochwasser (HQ100) erreicht hingegen 1,4 m³/s. Vom Bach selbst geht keine Hochwassergefahr aus. Beim Jahrhunderthochwasser 2002 wurde sein Gebiet erst durch den Lockwitzbach, dann durch die Elbe überflutet.

## Schutzgebiete
Der Brüchichtgraben befindet sich vollständig und sein Einzugsgebiet nahezu vollständig im Landschaftsschutzgebiet (LSG) Dresdner Elbwiesen und -altarme. Teile des Gewässers liegen zudem im Fauna-Flora-Habitat-Gebiet (FFH) Elbtal zwischen Schöna und Mühlberg und dem gleichnamigen Europäischen Vogelschutzgebiet (SPA).
Ober- und Mittellauf unliegen den Bestimmungen des Biotopschutzes. Gewässerbegleitend bilden die Gehölz- und Röhrichtstrukuren einen wertvollen Lebensbereich, beispielsweise für den Sumpfrohrsänger. Entlang des Brüchichtgrabens sowie im Schilfgürtel rund um den Sporbitzer Kiessee haben Schilfrohrsänger, Stockenten und Blessrallen Nistplätze. Dem Fischotter dient der Brüchichtgraben als Wanderkorridor. Am renaturierten Unterlauf sind unter anderem Schwarz-Pappeln gepflanzt worden, die nach vier Jahren nur geringe Schäden durch den Elbebiber aufwiesen. Nachweise des Bibers gibt es seit 2013 unter anderem am Kiessee.

## Belege
1. 1 2 3 4 5 6 7 8 9 10  Landeshauptstadt Dresden, Der Oberbürgermeister, Umweltamt (Hrsg.): Gewässersteckbrief Brüchigtgraben. (online [PDF; 1,4 MB] Stand: 30. September 2011).
2. 1 2  Uwe Miersch: Brüchichtgraben (Brüchigtgraben). In: dresden-und-sachsen.de. Abgerufen am 7. Januar 2023.
3. ↑  Lage, Fläche, Gebiet. Landeshauptstadt Dresden, abgerufen am 1. Januar 2023.
4. ↑  Angabe zum Brüchigtgraben im Themenstadtplan Dresden
5. 1 2  Herstellung eines Elbseitenarms in Dresden-Zschieren und Renaturierung Brüchtigtgraben. (PDF; 5,3 MB) Stowasserplan, 10. Oktober 2019, abgerufen am 12. April 2025.
6. 1 2  Nora Domschke: Biber fällen Sporbitzer Bäume. In: Sächsische Zeitung. 26. Mai 2016, abgerufen am 12. April 2025.